# Distretto di Varto
Il distretto di Varto (in turco Varto ilçesi) è uno dei distretti della provincia di Muş, in Turchia.